# Наше лето (фильм, 2015)
«Наше лето» (фр. La Belle Saison) — франко-бельгийский драматический фильм 2015 года, снятый режиссёром Катрин Корсини.
Премьера ленты состоялась 6 августа 2015 на Международном кинофестивале в Локарно, где она получила приз «Variety Piazza Grande Award». Фильм получил 2 номинации на премию «Сезар» в 2016 году.

## Сюжет
Начало 1970-х годов. Дельфина, дочь лимузенских фермеров, живёт с родителями и помогает им по хозяйству. Родители хотят, чтобы дочь вышла замуж за Антуана, но она предпочитает женщин. Когда её подруга сообщает, что она выходит замуж, молодая женщина решает поехать в Париж. Там она встречает Кароль, правозащитницу и феминистку, которая работает учительницей испанского языка. Физически крепкая Дельфина спасла Кароль от физической расправы при проведении политической акции (феминистки хлопали проходящих мужчин по ягодицам и убегали; один из мужчин схватил Кароль и начал наносить ей удары, а Дельфина с легкостью его отшвырнула). Заинтригованная Дельфина присоединяется к феминистскому движению и безумно влюбляется в Кароль, которая находится в отношениях с Мануэлем. В конце концов Кароль оставляет его, чтобы быть с Дельфиной и девушки решают отправиться в совместное путешествие.
Вскоре Дельфина узнаёт, что у её отца произошёл инсульт и ей придется вернуться домой, чтобы помочь матери по хозяйству. Но прибыв на родину, девушки сталкиваются с большими трудностями, так как мама Дельфины категорически против неестественных отношений своей дочери.
В итоге, Дельфина купила себе собственную ферму, где живет и работает. А Кароль продолжает свою феминистскую деятельность, в частности, пропагандирует аборты, принятие противозачаточных и однополую любовь.

## В ролях
| Актёр             | Роль     |
| ----------------- | -------- |
| Сесиль Де Франс   | Кароль   |
| Изиа Ижлен        | Дельфина |
| Ноэми Львовски    | Моник    |
| Жан-Анри Компера  | Морис    |
| Кевин Азаис       | Антуан   |
| Бенжамен Беллекур | Мануэль  |
| Летиция Дош       | Аделина  |